# مارتین بلسینگ
مارتین بلسینگ (به آلمانی: Martin Blessing) (زاده ۶ ژوئیه ۱۹۶۳) کارآفرین، بانکدار و مدیر ارشد اجرایی آلمانی است، که در حال حاضر به‌عنوان مدیر عامل اجرایی کومرتس‌بانک فعالیت می‌کند. هم‌اکنون (۲۰۱۴) کومرتس‌بانک پس از دویچه بانک، دومین بانک بزرگ آلمان بشمار می‌آید.